# Phare de Sandhammaren
Le phare de Sandhammaren (en suédois : Sandhammarens fyr) est un phare situé  à l'est d'Ystad, appartenant à la commune d'Ystad, dans le Comté de Scanie (Suède).
Le phare de Sandhammaren est inscrit au répertoire des sites et monuments historiques par la Direction nationale du patrimoine de Suède .

## Histoire
Sandhammaren est une zone vaste de dunes et de forêt maritime au coin du sud-est du comté de Scanie. Cette zone fragile de soubassement ne pouvait supporter la construction d'un phare en pierre bien trop lourd. C'est l'ingénieur Gustaf von Heidenstam (en) qui a apporté la solution en construisant des tours jumelles légères en fonte pour cette station en 1862. La tour du nord a été désactivée en 1891 et transférée en 1905 pour le phare de Pite-Rönnskär dans la baie de Botnie. Sa lentille de Fresnel de 2e ordre, toujours en activité, a d'abord été éclairée par une lampe à huile de colza, puis au kérozène en 1891, avant d'être électrifiée en 1952. Le phare a été automatisé en 1976 et le dernier gardien est parti en 1979. Il est télécommandé par l'administration maritime suédoise à partir de Norrköping.
Le phare est localisé dans la forêt à environ 200 m de l'extrémité du cap, et à environ 8 km au sud de Borrby.

## Description
Le phare  est une tour cylindrique en fonte à 12 haubans de 29,5 mètres de haut, avec une galerie et une lanterne. Le phare est totalement peint en rouge et le dôme de la lanterne blanche est verdâtre. Il émet, à une hauteur focale de 31 mètres, un éclat blanc toutes les 5 secondes. Sa portée nominale est de 22 milles nautiques (environ 40 km).
Identifiant : ARLHS : SWE-055 ; SV-6545 - Amirauté : C2460 - NGA : 5648 .
|          |
| Le phare |

|             |
| La lanterne |

### Lien connexe
- Liste des phares de Suède